# Anton Anderson
Anton Anderson (* 28. Juni 1892 in Upper Moonlight, Ahaura, Neuseeland; † 16. März 1960 in Mount Vernon, Washington, Vereinigte Staaten) war ein US-amerikanischer Ingenieur und Lokalpolitiker. Er war Chefingenieur der Alaska Railroad und von 1956 bis 1958 Bürgermeister von Anchorage, Alaska.

## Leben
Anderson wurde 1892 als Kind eines schwedischen Vaters und einer irischen Mutter in Upper Moonlight, Neuseeland geboren. 1914 ging er in die Vereinigten Staaten, wo er zunächst in Hoquiam, Washington als Landvermesser arbeitete. Er absolvierte eine Prüfung als Ingenieur an der Seattle University und zog dann in die neugegründete Stadt Anchorage in Alaska, wo er für die Alaskan Engineering Commission arbeitete. 1927 heiratete er Alma Menge. Aus der Ehe gingen drei Töchter hervor: Jean, Patricia und Shelby.
In den 1930er Jahren arbeitete Anderson am Matanuska Colonization Project mit, einer Infrastrukturbaumaßnahme zur Besiedlung des Matanuska Valley. Während des Zweiten Weltkrieges diente er im United States Army Corps of Engineers. Anderson war auch beteiligt am Bau eines Staudamms mit Kraftwerk am Eklutna River, und er Entwarf das Hodge Building in Whittier. 1940 wurde er im Bezirksgericht von Anchorage eingebürgert. 1951 wurde er zum Präsidenten der American Society of Mechanical Engineers gewählt.
Anderson war Mitglied im Anchorage City Council, bevor er 1956 zum Bürgermeister ernannt wurde, um die Amtszeit von seinem Vorgänger Ken Hinchey zu beenden. Anderson wurde im folgenden Jahr für eine vollständige Amtszeit gewählt, doch zwang ihn sein Gesundheitszustand, sein Amt vorzeitig abzugeben.
Anderson starb 1960 in Mount Vernon, Washington. 1976 erhielt der Tunnel zwischen Whittier und Portage, dessen Bau Anderson überwacht hate, zu seinen Ehren den Namen Anton Anderson Memorial Tunnel.

## Belege
1. ↑  
Frank Nyman:  A history lesson: engineering in Alaska has come a long way In: Alaska Business Monthly, Free Library, 1. Februar 2004, S. 43–45. Abgerufen am 25. Januar 2019 (englisch).

## Weblink
- Biography at the Cook Inlet Historical Society (englisch)

| Vorgänger   | Amt                          | Nachfolger       |
| ----------- | ---------------------------- | ---------------- |
| Ken Hinchey | Mayor of Anchorage 1956–1958 | Hewitt Lounsbury |

| Personendaten    | Personendaten                                  |
| ---------------- | ---------------------------------------------- |
| NAME             | Anderson, Anton                                |
| KURZBESCHREIBUNG | US-amerikanischer Ingenieur und Lokalpolitiker |
| GEBURTSDATUM     | 28. Juni 1892                                  |
| GEBURTSORT       | Upper Moonlight, Ahaura, Neuseeland            |
| STERBEDATUM      | 16. März 1960                                  |
| STERBEORT        | Mount Vernon, Washington, Vereinigte Staaten   |